# Rio Iracema
 (juillet 2014).
Si vous disposez d'ouvrages ou d'articles de référence ou si vous connaissez des sites web de qualité traitant du thème abordé ici, merci de compléter l'article en donnant les références utiles à sa vérifiabilité et en les liant à la section « Notes et références ».
 (juillet 2014).
Pour les articles homonymes, voir Iracema.
Le rio Iracema est une rivière brésilienne de l'ouest de l'État de Santa Catarina.

## Géographie
Il naît sur le territoire de la municipalité de Maravilha. Il s'écoule vers le sud, marquant la frontière, d'abord entre Iraceminha et Cunha Porã, puis entre Caibi d'un côté et Riqueza et Mondaí de l'autre. Il se jette dans le río Uruguay.
Il a notamment donné son nom à la ville d'Iraceminha.